# Salakta
Salakta (سلقطة) ist eine kleine tunesische Hafenstadt am Mittelmeer. Der Name leitet sich vom lateinischen Sullecthum ab und bedeutet in etwa „der ausgewählte Ort“.

## Geschichte
Salakta hat eine wechselvolle Geschichte und wurde von vielen verschiedenen Völkern besetzt oder regiert. Die wichtigsten Einflüsse stammen von den Puniern, Römern, Byzantinern und den moslemischen Hafsiden.
In der römischen Zeit war Salakta ein bedeutender Handelshafen; für die Byzantiner war der Ort während der Restauratio imperii unter Justinian I. von strategischer Relevanz: so begann Belisars Invasion Africas während des Vandalenkriegs im Jahre 533 unweit von Salakta am Caput Vada. Vor der moslemischen Expansion war Salakta Bischofssitz. Das untergegangene Bistum wurde 1933 als römisch-katholisches Titularbistum Sullectum wiedererrichtet. Seit 2008 ist Ulrich Boom, Weihbischof des Bistums Würzburg, Titularbischof von Sullectum.
Während des Zweiten Weltkriegs unterhielten sowohl die französische Armee und das deutsche Afrikakorps hier einen Militärstützpunkt.

## Sehenswürdigkeiten und Tourismus

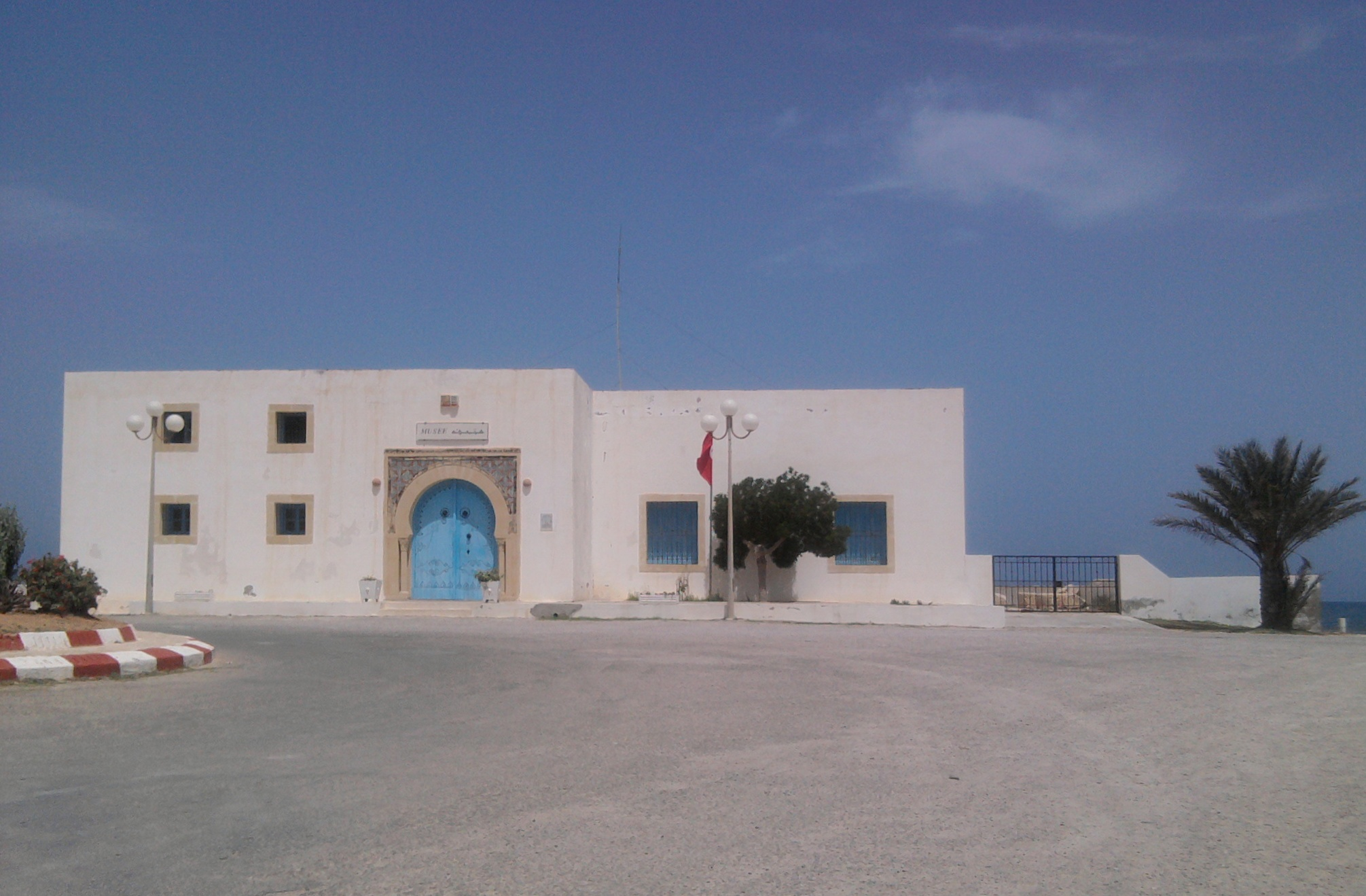
Archäologisches Museum Salakta

Sehens- und besuchenswert sind die Strände, die Katakomben, ein antiker Friedhof sowie das 1980 gegründete archäologische Museum. Das Museum zeigt Grabungsfunde aus der Umgebung, insbesondere Terrakotta sowie ein großes Mosaik eines Berberlöwen. Das Mosaik hat eine Höhe von ca. 3 Metern und stammt aus dem 3. Jahrhundert. In der Umgebung finden sich Nekropolen der Megalithkultur.
Obwohl Salakta für den Tourismus aus dem Ausland keine besonders große Rolle spielt, handelt es sich dennoch um eine der ältesten historischen Stätten des Landes. Der größte Teil der antiken Besiedlung liegt mittlerweile unterhalb des Meeresspiegels. Die Einwohnerzahl von Salakta entwickelte sich nicht zuletzt aufgrund des Tourismus und der Attraktivität der Strände von wenigen hundert Menschen zu einigen tausend heute.

## Sonstiges
Ein Internet-Portal der frankophonen Tunesier ist nach Salakta benannt, da das Städtchen als einer der schönsten Orte in Tunesien gilt und mit Natur und Tradition, Entspannung und Heimkehr in Verbindung gebracht wird.